# Хикман (Кентаки)
Хикман (енгл. Hickman) град је у америчкој савезној држави Кентаки.

## Демографија
По попису из 2010. године број становника је 2.395, што је 165 (-6,4%) становника мање него 2000. године.
| Група             | 2000.         | 2010.         |
| Белци             | 1.636 (63,9%) | 1.518 (63,4%) |
| Афроамериканци    | 895 (35,0%)   | 816 (34,1%)   |
| Азијати           | 0 (0,0%)      | 0 (0,0%)      |
| Хиспаноамериканци | 13 (0,5%)     | 24 (1,0%)     |
| Укупно            | 2.560         | 2.395         |